# Horseshoe

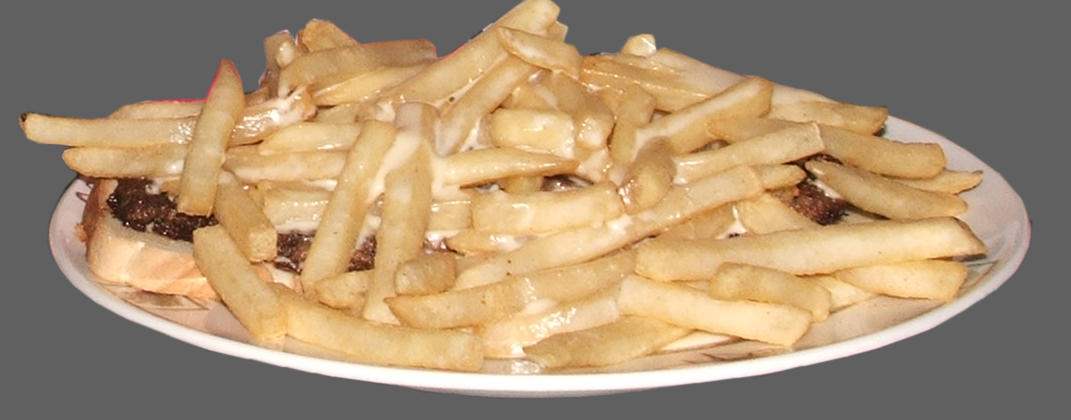
Horseshoe

Horseshoe (pol. „podkowa”) – amerykańska przekąska pochodząca ze Springfield. Składa się z podpiekanego tostu, hamburgerów, frytek i charakterystycznego sosu serowego. Przekąska została wymyślona w 1928 roku przez Josepha Schweska i Steve'a Tomko z Hotelu Leland w Springfield. Danie miało być hołdem dla kowboi, licznie goszczących w hotelu.